# John Dickson Carr
John Dickson Carr (Uniontown, 30 novembre 1906 – Greenville, 27 febbraio 1977) è stato uno scrittore statunitense.
Autore di numerosi romanzi polizieschi, è considerato uno dei grandi autori dell'epoca d'oro del giallo classico ed è uno dei maggiori esponenti del cosiddetto enigma della camera chiusa.
Moltissimi dei libri di John Dickson Carr sono stati pubblicati a firma Carter Dickson, mentre altri pseudonimi usati dallo scrittore sono stati Carr Dickson e Roger Fairbairn.

## Biografia
Nato a Uniontown, in Pennsylvania, da famiglia benestante, suo padre Wooda Carr era un avvocato e un politico di successo.
Negli anni Venti visse a Parigi (teatro delle sue prime storie, protagonista Henri Bencolin, Prefet de Police e Juge d'Instruction), dove si era ufficialmente recato per frequentare l'università, che però non terminò mai, scegliendo di dedicarsi alla letteratura. Lontano dal mondo bohemien e, già da allora, di posizioni fermamente conservatrici, fu sempre così affascinato dall'aplomb "britannico" da trasferirsi, per tutti gli anni Trenta e sino alla metà degli anni Quaranta, in Inghilterra: dapprima a Bristol (di dove era originaria la moglie Clarice) e poi a Londra, dove lavorò anche come autore per la radio (famoso il suo radiodramma "Cabina B13"). 
Dopo aver passato in Gran Bretagna anche i cupi anni della guerra (la sua casa di Maida Vale andò distrutta in un bombardamento della Luftwaffe), la lasciò nel 1946 a seguito della vittoria elettorale dei laburisti, per farvi ritorno nei tardi anni Cinquanta. Nel frattempo la sua irrequietezza l'aveva spinto a soggiornare in svariate parti del mondo, soprattutto a Tangeri. Nei primi anni Sessanta decise comunque di tornare negli Stati Uniti e, dopo numerosi cambi di residenza dovuti anche alla sua salute malferma, rovinata da una lunga passione per l'alcol e il tabacco, si stabilì in Carolina del Sud, a Greenville, dove morì per un tumore al polmone.
Fece parte del Detection Club, di cui fu per lungo tempo l'unico socio non britannico, e divenne uno dei massimi esperti della vita e dell'opera di Arthur Conan Doyle, di cui scrisse una biografia insieme al figlio Adrian, suo buon amico (la biografia vinse nel 1950 lo "Speciale Edgar").
Nel 1963 gli fu conferito il Grand Master Award dei Mystery Writers of America  e nel 1970 un Edgar Award in onore dei 40 anni di carriera.

## Attività letteraria
Scrittore prolifico, oltre a numerosi romanzi senza personaggio fisso (in particolare i romanzi "storici", che spesso riprendono in chiave poliziesca un enigma storico reale, come The Murder of Sir Edmund Godfrey) creò tre investigatori notevoli per le proprie idiosincrasie: il già citato Henri Bencolin, "diabolico" Prefetto di Polizia della Senna, il dottor Gideon Fell, gargantuesco investigatore che si dice ispirato dai modi e dall'eloquio di  Gilbert Keith Chesterton, e infine Sir Henry Merrivale, capo del controspionaggio militare, medico e avvocato, modellato in parte su Winston Churchill ma il cui nome fu ispirato da quello del figlio del celebre romanziere Anthony Trollope, Henry Merivale Trollope.
La creazione di Sir Henry Merrivale e dello pseudonimo Carter Dickson avvenne per ragioni strettamente commerciali. Infatti Carr scriveva ben più romanzi di quanti il suo editore potesse pubblicarne e di conseguenza, sotto uno pseudonimo assai trasparente, i romanzi con Henry Merrivale (che peraltro si caratterizzano per un umorismo decisamente più accentuato, che giunge talvolta quasi al vaudeville) vennero pubblicati da un altro editore (che in maniera del tutto autonoma scelse Carr Dickson, poi Carter Dickson, anche se Carr avrebbe voluto Cartwright Dixon ).
Altri personaggi ricorrenti nelle opere di Carr sono Patrick Butler, avvocato, che dopo un ruolo di comprimario nel romanzo Una croce era il segnale, avrà un caso tutto suo (Patrick Butler for the Defence, in italiano Astuzia per astuzia)  e il Colonnello March di Scotland Yard, protagonista di una serie di racconti su casi “impossibili”.
John Dickson Carr rimane uno dei massimi virtuosi del tema poliziesco noto come enigma della camera chiusa in tutte le sue varianti, ivi inclusa quella del "delitto impossibile" (un esempio particolarmente significativo è il romanzo "Le tre bare", del 1935, in cui si trova anche la più famosa trattazione teorica dell'argomento, una lezione definitiva sul romanzo poliziesco centrato sul motivo della stanza ermeticamente chiusa, studio tuttora insuperato e ripreso poi da altri giallisti come Clayton Rawson e Derek Smith).
L'autore aveva particolare abilità nel creare atmosfere e situazioni gotiche e impressionanti; degna di nota anche la sua passione per l'epoca e l'epopea Stuart. Negli anni del regno di Carlo II d'Inghilterra sono ambientati alcuni romanzi storico-polizieschi, tra cui Il diavolo vestito di velluto (The Devil in Velvet, 1951).
La biografia definitiva su Carr, The Man Who Explained Miracles, è stata scritta nel 1995 da Douglas G. Greene. Tra gli altri studiosi che hanno spesso affrontato le tematiche carriane ricordiamo S.T. Joshi, Tony Medawar, il francese Roland Lacourbe e l'italiano Mauro Boncompagni.

## Opere

### Scritti come Carter Dickson

#### Romanzi con Sir Henry Merrivale
I romanzi con Sir Henry Merrivale sono elencati secondo l'ordine cronologico riportato dalla John Dickson Carr Society.
1. 1934 La casa stregata, (The Plague Court Murders)
2. 1934 Assassinio nell'abbazia o Sangue al priorato, (The White Priory Murders)
3. 1935 I delitti della vedova rossa, La camera misteriosa o La vedova rossa, (The Red Widow Murders). Primo romanzo di Carr pubblicato in Italia.
4. 1935 I delitti dell'unicorno, (The Unicorn Murders)
5. 1936 Delitto da burattini, (The Magic Lantern Murders o The Punch and Judy Murders (edizione inglese))
6. 1937 Il mistero delle penne di pavone o Dieci tazze da tè, (The Peacock Feather Murders o The Ten Teacups (edizione inglese))
7. 1938 L'occhio di Giuda, (The Judas Window o The Crossbow Murder)
8. 1938 Il mistero delle cinque scatole, Le cinque scatole o Uno strano convegno, (Death in Five Boxes)
9. 1939 Lettore, in guardia!, (The Reader is Warned)
10. 1940 E così fino al delitto, (And So to Murder)
11. 1940 Fantasma in mare, (Nine - and Death Makes Ten o Murder in the Atlantic o Murder in the Submarine Zone (edizione inglese))
12. 1941 Colpite al cuore, (Seeing is Believing o Cross of Murder)
13. 1942 Il lago d'oro, (The Gilded Man o Death and the Gilded Man)
14. 1943 Saper morire, (She Died a Lady)
15. 1944 Perché uccidere Patience?, (He Wouldn't Kill Patience)
16. 1945 La lampada di bronzo, (Curse of the Bronze Lamp o Lord of the Sorcerers (edizione inglese))
17. 1946 Le mie defunte mogli o Giù la maschera, (My Late Wives)
18. 1948 Il mistero dello scheletro, (The Skeleton in the Clock)
19. 1949 Henry Merrivale e il fantasma di un amore, (A Graveyard to Let)
20. 1950 La vedova beffarda, (Night at the Mocking Widow)
21. 1952 Henry Merrivale e il ladro di Tangeri, (Behind the Crimson Blind)
22. 1953 La coppa del cavaliere, (The Cavalier's Cup)

#### Altre opere
1. 1933 Terrore al castello o Le perle insanguinate, (The Bowstring Murders)
2. 1940 Dipartimento casi bizzarri, (The Department of Queer Complaints), antologia di undici racconti, sette dei quali con il colonnello March come protagonista
3. 1939 Discesa fatale, (Drop to His Death o Fatal Descent (edizione inglese)), in collaborazione con John Rhode
4. 1956 ...ma il terrore rimane, (Fear is the Same), mystery di ambientazione storica

### Scritti come John Dickson Carr

#### Romanzi con Henri Bencolin
1. 1930 Il mostro del plenilunio, (It Walks by Night)
2. 1931 L'arte di uccidere o Mistero nel West End, (The Lost Gallows)
3. 1931 Sfida per Bencolin, (Castle Skull)
4. 1932 L'ultima carta o Il cadavere al museo delle cere, (The Corpse in the Waxworks o The Waxworks Murder (edizione inglese))
5. 1937 Quattro armi false, (The Four False Weapons)

#### Romanzi con il dottor Gideon Fell
1. 1933 Il cantuccio della strega, (Hag's Nook)
2. 1933 Il cappellaio matto o Il cappellaio pazzo, (The Mad Hatter Mystery)
3. 1934 Otto di spade, (Eight of Swords)[3]
4. 1934 Un pugnale a bordo o Delitto a bordo, (The Blind Barber)
5. 1935 L'orologio della morte, (Death Watch)
6. 1935 Le tre bare, (The Three Coffins o The Hollow Man (edizione inglese))
7. 1936  Delitti da mille e una notte, Delitto da mille e una notte o Notti arabe, (Arabian Nights Murder o Arabian Nights Mystery)
8. 1938 Destare i morti, (To Wake the Dead)
9. 1938 Il segreto dell'automa o L'automa, (The Crooked Hinge)
10. 1939 Occhiali neri, (The Problem of the Green Capsule o The Black Spectacles (edizione inglese)
11. 1939 Gideon Fell e la gabbia mortale, (The Problem of the Wire Cage)
12. 1940 Fantasma Party, (The Man Who Could Not Shudder)
13. 1941 Gideon Fell e il caso dei suicidi o Tre suicidi improbabili, (The Case of the Constant Suicides )
14. 1941 Il giudice è accusato, (negli USA: Death Turns the Tables; nel Regno Unito: The Seat of the Scornful)
15. 1944 Un colpo di fucile o Fino alla morte, (Till Death Do Us Part)
16. 1946 Il terrore che mormora, (He Who Whispers)
17. 1947 La sfinge dormiente, (The Sleeping Sphinx)
18. 1949 Una croce era il segnale, (Below Suspicion)
19. 1958 È un reato, dottor Fell!, (The Dead Man's Knock)
20. 1960 E adesso dr. Fell? o Rombi di tuono per il dottor Fell, (In Spite of  Thunder)
21. 1965 Lo spettro e il dottor Fell, (The House at Satan's Elbow)
22. 1966 Gideon Fell: panico a teatro, (Panic in Box C)
23. 1967 Tutto bene, dottor Fell, (Dark of the Moon)

#### Altre opere
1. 1932 Piazza pulita, (Poison in Jest)
2. 1936 The Murder of Sir Edmund Godfrey
3. 1937 La corte delle streghe, (The Burning Court)
4. 1942 La tabacchiera dell'imperatore, (The Emperor's Snuff-Box)
5. 1950 La sposa di Newgate, (The Bride of Newgate)
6. 1951 Il diavolo vestito di velluto, (The Devil in Velvet)
7. 1952 Nove risposte per nove problemi, (The Nine Wrong Answers)[4]
8. 1953 Capitan tagliagola, (Captain Cut-Throat)
9. 1956 Astuzia per astuzia, (Patrick Butler for the Defense)
10. 1957 La fiamma e la morte o Morte a passo di valzer, (Fire, Burn!)
11. 1959 Scandalo a High Chimneys, (Scandal at High Chimneys)
12. 1961 Un colpo di pistola, (The Witch of the Low Tide)
13. 1961 Terrore sul Ponte di Londra, (The Demoniacs)
14. 1963 The Men Who Explained Miracles, antologia di racconti
15. 1964 Il messaggero del re, (Most Secret), rielaborazione (a firma Carr) del romanzo Devil Kinsmere pubblicato nel 1934 a firma Roger Fairbairn
16. 1968 I fantasmi della casa maledetta, (Papa La-bas)
17. 1969 Il mezzogiorno dei fantasmi, (The Ghost's High Noon)
18. 1971 Confronta Matteo, capitolo 7° o La casa, (Deadly Hall)
19. 1972 Il mistero di Muriel, (The Hungry Goblin)

### Scritto come Roger Fairbairn
1. 1934 Il messaggero del re, (Devil Kinsmere)

### Antologie in edizione italiana
- La porta sull'abisso, a firma John Dickson Carr, Mondadori, 1986
- Dipartimento casi bizzarri, a firma Carter Dickson, stampato nel 1990 nella collana il Giallo Mondadori col n. 2175

### Racconti

#### Racconti storici
1. As Drink the Dead..., 1926
  - Così bevono i morti..., traduzione Anna Maria Francavilla, La porta sull'abisso, Altri Misteri Mondadori, 1986
  - Così bevono i morti..., traduzione Anna Maria Francavilla, La porta sul delitto, Supergiallo Mondadori, 2001

#### Racconti del soprannaturale
1. The Man Who Was Dead, 1935
  - L'uomo che era morto, traduzione Anna Maria Francavilla, La porta sull'abisso, Altri Misteri Mondadori, 1986
  - L'uomo che era morto, traduzione Anna Maria Francavilla, La porta sul delitto, Supergiallo Mondadori, 2001
2. The Door to Doom, 1935
  - La locanda dei fantasmi, traduzione Hilia Brinis, il Giallo Mondadori n. 1662, 1980
  - La porta sull'abisso, traduzione Anna Maria Francavilla, La porta sull'abisso, Altri Misteri Mondadori, 1986
  - La porta sull'abisso, traduzione Anna Maria Francavilla, La porta sul delitto, Supergiallo Mondadori, 2001
3. Blind Man's Hood, racconto del soprannaturale, 1937
  - Mosca cieca,  traduzione Giorgio Monicelli, Visto n. 45/49, 1956
  - Il cappuccio del cieco, traduzione Paola Campioli, Delitti di Natale, Ed. Riuniti, 1983
  - Il cappuccio del cieco, traduzione Paola Campioli, Delitti di Natale (brossura), Ed. Riuniti, 1995
  - Mosca cieca, traduzione Nicoletta Rosati Bizzotto, Fantasmi, Storie..., Newton Compton, 1989

#### Racconti con Henri Bencolin
1. The Shadow of the Goat, 1926
  - L'ombra del caprone, traduzione Anna Maria Francavilla, La porta sull'abisso, Altri Misteri Mondadori, 1986
  - L'ombra del caprone, traduzione Anna Maria Francavilla, La porta sul delitto, Supergiallo Mondadori, 2001
2. The Fourth Suspect, 1927
  - Il quarto sospetto, traduzione Anna Maria Francavilla, La porta sull'abisso, Altri Misteri Mondadori, 1986
  - Il quarto sospetto, traduzione Anna Maria Francavilla, La porta sul delitto, Supergiallo Mondadori, 2001
3. The Ends of Justice, 1927
  - I fini della giustizia, traduzione Anna Maria Francavilla, La porta sull'abisso, Altri Misteri Mondadori, 1986
  - I fini della giustizia, traduzione Anna Maria Francavilla, La porta sul delitto, Supergiallo Mondadori, 2001
4. The Murder in Number Four, 1928
  - Assassinio al numero quattro, traduzione Anna Maria Francavilla, La porta sull'abisso, Altri Misteri Mondadori, 1986
  - Assassinio al numero quattro, traduzione Anna Maria Francavilla, La porta sul delitto, Supergiallo Mondadori, 2001
5. Grand Guignol, 1929

#### Racconti con Gideon Fell
1. The Wrong Problem, 1936
  - Il problema sbagliato, traduttore non citato, La rivista di Ellery Queen, n. 4, 1950
  - Il problema sbagliato, traduzione Maria Teresa Marenco, Cinque delitti impossibili per Gideon Fell, n. 4, Omnibus Mondadori, 1984
  - Il problema sbagliato, traduzione Maria Teresa Marenco, I 13 maestri del giallo, Supergiallo Mondadori, 2001
  - Un problema sbagliato, traduzione Bruno Tasso, Il breviario del crimine, Sugar, 1962
  - Un problema sbagliato, traduzione Bruno Tasso, Il breviario del crimine, Sugar, 1966
  - Il dottor Fell stregone, traduzione Graziella Giovacchini, Sansoni, 1962
  - Il dottor Fell e il problema sbagliato, traduzione Dina Corrada Uccelli, Ellery Queen Estate Gialla, 1968
2. The Proverbial Murder aka The Proverbial Murderer, 1939
  - L'assassino dei proverbi, traduttore non citato, I Gialli di Ellery Queen, Ed. Garzanti n.2, 1950
  - Il proverbio del dottor Fell, traduzione L.A. Zucchini, Ellery Queen Estate Gialla, 1969
  - L'omicidio proverbiale, traduzione Laura Grimaldi, Segretissimo Estate Spia, 1977
  - Tre proverbi per un delitto, traduzione Maria Teresa Marenco, Cinque delitti impossibili per G. Fell, Omnibus, 1984
3. The Locked Room, 1940
  - La camera chiusa, traduttore non citato, I Gialli di Ellery Queen, Garzanti n.3, 1950
  - La parola al dottor Fell, traduzione Hilia Brinis, Ellery Queen Natale Giallo, 1965
  - La camera chiusa, traduttore non citato, I delitti della camera chiusa, Omnibus, 1974
  - La camera chiusa, traduttore non citato, Delitti in camera chiusa, Spec. Giallo Mondadori, 2003
4. A Guest in the House aka The Incautious Burglar, 1940    
  - Ospiti di passaggio, traduzione Hilia Brinis, Ellery Queen Estate Gialla, 1965
5. King Arthur's Chair aka Invisible Hands, 1957
  - La sedia di Re Artù, Racconti del Terrore, Ediz. All'insegna del giallo, 1960
  - Mani invisibili, Gli Speciali del Giallo Mondadori, n.52, 2007

#### Racconti con Henry Merrivale
1. The House in Goblin Wood, 1947
  - Il segreto di Vicky Adams, traduzione Tina Honsel, Ellery Queen Estate Gialla, 1979
  - La casa a Goblin Wood, traduzione Tina Honsel, La nobile arte del delitto:quattro..., Omnibus, 1990
  - La casa nel bosco degli spiriti maligni, traduzione Tina Honsel, Delitti impossibili, n.1 Garden Editoriale, 1993
  - La casa a Goblin Wood, traduzione Tina Honsel, I Classici del Giallo, Raccolta Mondadori n.16, 2007
2. All in the Maze aka The Man Who Explained Miracles aka Ministry of Miracles, 1956
  - L'uomo dei miracoli, traduttore non citato, La rivista di Ellery Queen, Mondadori n.6, 1956
  - L'uomo che spiegava i prodigi, traduzione Ermanna Bombonati, Ellery Queen Inverno Giallo, 1973
  - L'uomo che spiegava i miracoli, Delitti quasi perfetti, Omnibus Mondadori, 1978
  - Nel labirinto, traduzione Mauro Boncompagni, Le camere chiuse di Sir H. Merrivale, Omnibus, 1991

#### Pastiche Sherlockiani
1. The Exploits of Sherlock Holmes (con Adrian Conan Doyle), 1954
  - Nuove imprese di Sherlock Holmes, traduzione Alberto Tedeschi, Mondadori, 1966
  - Nuove imprese di Sherlock Holmes, traduzione Alberto Tedeschi, introduzione di Alex R. Falzon, Oscar Mondadori, 1983

#### Altri racconti
1. The red heels, 1926, Inedito in Italia
2. The dim queen, 1926, Inedito in Italia
3. The blue garden, 1926, Inedito in Italia
4. The new Canterbury tales, 1927, (7 racconti, coautore), Inediti in Italia
5. The Inn of the Seven Swords, 1927, Inedito in Italia
6. The deficiency expert, 1927, Inedito in Italia
7. The dark banner, 1928, Inedito in Italia
8. Terror's dark tower, racconto poliziesco, 1935
  - La nera torre del terrore, traduzione Anna Maria Francavilla, in: La porta sull'abisso, Altri Misteri Mondadori, 1986
  - La nera torre del terrore, traduzione Anna Maria Francavilla, in: La porta sul delitto, Supergiallo Mondadori, 2001
9. The other hangman, racconto giallo storico, 1935
  - L'altro giustiziere, traduzione Marcella Dalla Torre, in: Ellery Queen Inverno Giallo, Mondadori, 1975
  - L'altro giustiziere, traduzione Marcella Dalla Torre, in: I pericolosi anni trenta, Supergiallo Mondadori, 1997
10. The third bullet, racconto poliziesco, 1937 
  - Il proiettile n°3, traduzione Hilia Brinis, in: "Ellery Queen Inverno Giallo", Mondadori, 1972
  - Il terzo proiettile, traduzione Giovanni Viganò, in "I delitti della camera chiusa", Polillo, 2007
11. Persons or things unknown, racconto giallo storico, 1938
  - Persone o cose sconosciute,  in: "I signori del mistero", Ed. Riuniti, 1982
  - Persone o cose sconosciute, traduzione Luigi Gabrielli, in: "I signori del mistero", 1996
  - Persone o cose ignote, traduzione Dario Pratesi, in: "Delitti di Natale", I Bassotti, Polillo, 2004
12. New murders for old, racconto del soprannaturale, 1939
  - Assassini vecchi e nuovi, traduzione Anna del Bo, in: "Il Brivido e l'Avventura", Feltrinelli, 1960
  - L'orrore dei Marvell, traduzione Roberto Sonaglia, in: "Ellery Queen Estate Gialla", Mondadori, 1985
13. Strictly diplomatic, 1939
  - Galleria verde ("abusivamente" firmato come Norton Faulkner), in: "Supergiallo Selezione Gialla Mondiale", Periodici Norditalia, 1949
  - Un diplomatico in vacanza,  in: "I Gialli di Ellery Queen" n°13, Garzanti, 1951
  - Immunità diplomatica, traduzione A. Negretti - L. Felicioni, in: "Ellery Queen Estate Gialla", Mondadori, 1964
  - Un diplomatico in vacanza, traduzione Marco Tropea, in: "Segretissimo Estate Spia", Mondadori, 1979
  - Un diplomatico in vacanza, traduzione Marco Tropea, in: "Gli eroi nell'ombra", supplemento a "Segretissimo", Mondadori, 1981
14. The diamond pentacle, 1939, Inedito in Italia
15. Harem Scarem, 1939, Inedito in Italia
16. The clue of the red wig, racconto poliziesco, 1940 
  - L'ombra alle spalle, in: "La rivista di Ellery Queen" n° 13, Mondadori, 1957
  - L'indizio della parrucca rossa, traduzione di Moma Carones, in: "Ellery Queen Estate Gialla", Mondadori, 1966
  - L'indizio della parrucca rossa, traduzione di Marika Boni Grandi, in "Il Romanzo Giallo" n°74, Garden Editoriale, 1996
17. The gentleman from Paris, racconto storico, 1950
  - Il gentiluomo parigino, in: "I Gialli di Ellery Queen" n°9, Garzanti, 1950
  - Il gentiluomo di Parigi, traduzione di Attilio Verardi, in: "La Queentessenza di Ellery Queen", Feltrinelli, 1981
  - Il gentiluomo di Parigi, traduzione di Anna Maria Francavilla, in: "Il diavolo vestito di velluto", Mondadori, 1981
  - Il gentiluomo di Parigi, traduzione di Gianni Pilo, in: "Tempo di delitti", Newton Compton, 1996
18. The black cabinet, racconto storico, 1951
  - Chi di spada ferisce, traduzione di Anna Maria Francavilla, in: "Il diavolo vestito di velluto", Mondadori, 1981
19. Crime on the coast, 1954, Inedito in Italia
20. Detective's day off, 1957, Inedito in Italia

### Radiodrammi pubblicati in Italia
1. 1940 The black minute
  - Un istante per uccidere, traduzione di Hilia Brinis, in: "Il Giallo Mondadori" n°1787, 1983
  - L'attimo oscuro, traduzione di Mauro Boncompagni, in: "I morti hanno il sonno leggero", Classici del Giallo Mondadori n°787, 1997
2. 1940 The devil in the summerhouse
  - Il diavolo nel padiglione, traduzione di Anna Maria Francavilla, in: "La porta sull'abisso", Altri Misteri Mondadori, 1986
  - Il diavolo nel padiglione, traduzione di Anna Maria Francavilla, in: "La porta sul delitto", Supergiallo Mondadori, 2001
3. 1942 Will you make a bet with death?
  - Scommessa con la morte, traduzione di Anna Maria Francavilla, in: "La porta sull'abisso", Altri Misteri Mondadori, 1986
  - Scommessa con la morte, traduzione di Anna Maria Francavilla, in: "La porta sul delitto", Supergiallo Mondadori, 2001
4. 1942 The bride vanishes
  - La sposa scomparsa, traduzione di Anna Maria Francavilla, in: "La porta sull'abisso", Altri Misteri Mondadori, 1986
  - La sposa scomparsa, traduzione di Anna Maria Francavilla, in: "La porta sul delitto", Supergiallo Mondadori, 2001
5. 1943 The hangman won't wait
  - Il boia non aspetta, traduzione di Anna Maria Francavilla, in: "La porta sull'abisso", Altri Misteri Mondadori, 1986
  - Il boia non aspetta, traduzione di Anna Maria Francavilla, in: "Radiogialli", collana Oscar teatro e cinema n. 54, Mondadori, 1989
  - Il boia non aspetta, traduzione di Anna Maria Francavilla, in: "La porta sul delitto", Supergiallo Mondadori, 2001
6. 1943 The phantom archer
  - L'arciere fantasma, traduzione di Anna Maria Francavilla, in: "La porta sull'abisso", Altri Misteri Mondadori, 1986
  - L'arciere fantasma, traduzione di Anna Maria Francavilla, in: "Radiogialli", collana Oscar teatro e cinema n. 54, Mondadori, 1989
  - L'arciere fantasma, traduzione di Anna Maria Francavilla, in: "La porta sul delitto", Supergiallo Mondadori, 2001
7. 1943 The cabin B-13
  - La cabina B-13, traduzione di Anna Maria Francavilla, in: "La porta sull'abisso", Altri Misteri Mondadori, 1986
  - La cabina B-13, traduzione di Anna Maria Francavilla, in: "Radiogialli", collana Oscar teatro e cinema n. 54, Mondadori, 1989
  - La cabina B-13, traduzione di Anna Maria Francavilla, in: "La porta sul delitto", Supergiallo Mondadori, 2001
8. 1943 The dead sleep lightly
  - I morti hanno il sonno leggero, traduzione di Mauro Boncompagni, in: "I morti hanno il sonno leggero", Classici del Giallo Mondadori n°787, 1997
9. 1943 The devil's saint
  - I santi del diavolo, traduzione di Mauro Boncompagni, in: "I morti hanno il sonno leggero", Classici del Giallo Mondadori n°787, 1997
10. 1944 The dragon in the pool
  - La piscina del drago, traduzione di Mauro Boncompagni, in: "I morti hanno il sonno leggero", Classici del Giallo Mondadori n°787, 1997
11. 1944 Death has four faces
  - Le quattro facce della morte, traduzione di Mauro Boncompagni, in: "I morti hanno il sonno leggero", Classici del Giallo Mondadori n°787, 1997
12. 1944 Vampire town
  - La torre del vampiro, traduzione di Mauro Boncompagni, in: "I morti hanno il sonno leggero", Classici del Giallo Mondadori n°787, 1997
13. 1944 The devil's manuscript
  - Il manoscritto del diavolo, traduzione di Mauro Boncompagni, in: "I morti hanno il sonno leggero", Classici del Giallo Mondadori n°787, 1997
14. 1948 The villa of the damned (altro titolo: The Power of Darkness)
  - La villa dei dannati, traduzione di Mauro Boncompagni, in: "I morti hanno il sonno leggero", Classici del Giallo Mondadori n°787, 1997
15. 1952 Flight from Fleet Street (altri titoli: A Razor in Fleet Street, Murder: Impossible)
  - Un rasoio a Fleet street, traduzione di Alessandra Roccato, in: "Delitti Impossibili 2", Garden, 1993
16. 1955 White tiger passage
  - Lo sfregiatore dei boulevards, traduzione di Mauro Boncompagni, in: "I morti hanno il sonno leggero", Classici del Giallo Mondadori n°787, 1997

### Saggi
1. The life of Sir Arthur Conan Doyle, 1949
  - La vita di Sir Arthur Conan Doyle,  traduzione di Maria Gallone, Editore Rizzoli - Collana "Sidera", 1956
2. The grandest game in the world, 1963 
  - Il più splendido gioco del mondo, traduzione di Anna Maria Francavilla, in: "La porta sull'abisso - Altri Misteri Mondadori", 1986
3. Stand and deliver!, 1973
  - Mani in alto! O la borsa o la vita!, traduzione di Anna Maria Francavilla, in: "La porta sull'abisso - Altri Misteri Mondadori", 1986

### Opere teatrali
1. Inspector Silence Takes the Air, 1942 (con Val Gielgud)
  - L'ispettore Silence va in onda, traduzione di Mauro Boncompagni, in: Tredici passi alla forca, Il Giallo Mondadori n° 3036, 2011
2. Thirteen to the Gallows, 1944 (con Val Gielgud)
  - Tredici passi alla forca, traduzione di Mauro Boncompagni, in: Tredici passi alla forca, Il Giallo Mondadori n° 3036, 2011
3. Intruding Shadow, 1945
  - L'ombra dell'intruso, traduzione di Mauro Boncompagni, in: Tredici passi alla forca, Il Giallo Mondadori n° 3036, 2011
4. She Slept Lightly, 1945 (commedia di ambientazione storica)
  - La morta aveva il sonno leggero, traduzione di Mauro Boncompagni, in: Tredici passi alla forca, Il Giallo Mondadori n° 3036, 2011
5. The Adventure of the Conk-Singleton Papers, 1948 (parodia Sherlockiana)
  - L'avventura dei documenti Conk-Singleton, traduzione di Hilia Brinis, in: Giallo Mondadori n°1071, 1969
  - Il dossier Conk-Singleton, traduzione di Anna Maria Francavilla , in: La porta sull'abisso, Altri Misteri Mondadori, 1986
  - Il dossier Conk-Singleton, traduzione di Anna Maria Francavilla , in: La porta sul delitto, Supergiallo Mondadori, 2001
6. The Adventure of the Paradol Chamber, 1949  (parodia Sherlockiana)
  - Il caso delle brache di rame, traduzione di Hilia Brinis, in: Ellery Queen Estate Gialla, 1969
  - L'avventura del ripostiglio Paradol, traduzione di Anna Maria Francavilla , in: La porta sull'abisso, Altri Misteri Mondadori, 1986
  - L'avventura del ripostiglio Paradol, traduzione di Anna Maria Francavilla , in: La porta sul delitto, Supergiallo Mondadori, 2001

## Filmografia

### Cinema
- La casa del corvo (Man with Cloak) tratto dal racconto Il gentiluomo di Parigi, diretto da Fletcher Markle, con Barbara Stanwyck, Joseph Cotten, Louis Calhern, Leslie Caron (1951).
- Traversata pericolosa (Dangerous Crossing), tratto dal radiodramma Cabina B13, diretto da Joseph M. Newman, con Jeanne Crain, Michael Rennie, Max Showalter, Carl Betz, Mary Anderson (1953).
- I peccatori della Foresta Nera (La chambre ardente), tratto dal romanzo La corte delle streghe, diretto da Julien Duvivier, con Jean-Claude Brialy, Claude Rich, Nadja Tiller, Antoine Balpetrè (1961).

### Televisione
- La dama dei veleni, tratto dal romanzo La corte delle streghe, miniserie televisiva per Rai 2 in 3 puntate, diretta da Silverio Blasi, con Ugo Pagliai, Susanna Martinkova, Anna Maria Gherardi, Warner Bentivegna, Giorgio Bonora, Paola Bacci, Gabriella Giacobbe, Alessandro Sperlì, Corrado Gaipa, Luigi Basagaluppi, sceneggiatura di Giovannella Gaipa, scene di Emilio Voglino, costumi di Antonella Cappuccio (1979).
- Morte a passo di valzer, tratto dal romanzo La fiamma e la morte, miniserie televisiva per Rai 2 in 3 puntate, diretta da Giovanni Fago, con Gianni Garko, Giampiero Bianchi, Masha Meril, Roberto Posse, Caterina Boratto, Mimmo Craig, Renato Mori, scene di Ludovico Muratori, costumi di Ljuba Popova (1979).
- L'occhio di Giuda, tratto dal romanzo L'occhio di Giuda, episodio della miniserie televisiva "Dentro una stanza chiusa", diretto da Paolo Poeti, con Adolfo Celi, Daniele Griggio, Daniela Poggi, Maurizio Gueli, Carlo Hintermann, Gianni Garko, Luciano Roffi, Piero Nutì, Rita Savagnone, Rodolfo Traversa, Renata Biserni, Annarìta Grapputo, Daniele Dublino, Gianni Rizzo, Renato Scarpa, Angioiina Quinterno, Fulvio Mingozzi, sceneggiatura di Umberto Ciappetti, scene di Franco Dattilo, costumi di Salvatore Russo, fotografia di Salvatore Occhipinti (1982).
- Tre colpi di fucile, tratto dal romanzo Un colpo di fucile, episodio della miniserie televisiva "Dentro una stanza chiusa", diretto da Daniele D'Anza, con Mariano Rigillo, Paola Tanziani, Bob Marchese, Simona Izzo, Alberto Lupo, Marcello Mandò, Giampiero Albertini, Franco Scandurra, Claudio Parachinetto, Renzo Ozzano, sceneggiatura di Umberto Ciappetti, scene di Davide Negro, costumi: di Andretta Ferrero, fotografia di Loris Amadori (1982).